# Tmarus ineptus
Tmarus ineptus es una especie de araña cangrejo del género Tmarus, familia Thomisidae.

## Distribución
Esta especie se encuentra en Panamá y Colombia.